# Мулумба, Маби
Эваристе Маби Мулумба (р. 22 апреля 1941) — заирский политик, глава правительства страны с января 1987 по март 1988 года. С 1986 до 1987 года занимал должность министра финансов и председателя Счетной палаты.
Был профессором экономики, имел многочисленные публикации в этой области.